# Stockholm City Voices
Stockholm City Voices (en español: Voces de la Ciudad de Estocolmo), es un coro a capela de mujeres suecas. Ubicado en Estocolmo.
Fue fundado en 1978.
Está formado por unas 50 mujeres, con un repertorio mixto de soul, jazz, pop y más. Se pone gran énfasis en el desarrollo de la voz, la técnica vocal, el buen liderazgo y el desarrollo personal. Ganó el Campeonato Nórdico en 1996, 1999, 2002, 2009, 2014 y se convirtió en campeón internacional en la clase de coro pequeño Harmony Classics, en San Antonio 2008. En 2010 y 2013, el coro llegó a la final del campeonato internacional y ganó una medalla de séptimo y noveno lugar respectivamente.
El coro está dirigido por Tindra Thor desde 2017.
El grupo anteriormente se llamaba el Coro de la ciudad de Estocolmo, pero en 2008 cambió su nombre a Voces de la Ciudad de Estocolmo. El coro es miembro de Nordic Light Region, Sweet Adelines International y la Swedish Choir Association.